# 科金博尤尼多体育俱乐部
科金博尤尼多体育俱乐部（Coquimbo Unido）是智利足球俱乐部，位于科金博。俱乐部创建于1957年8月15日，现为智利足球甲级联赛球队。球队主体育场为拥有15,000个座位的弗朗西斯科·桑切斯·拉莫罗索体育场（Estadio Francisco Sánchez Rumoroso）。

## 球队荣誉
- 智利足球乙级联赛 champions: 1962, 1977, 1990

- 马赛罗·科拉莱斯
- 贾维尔·迪·格雷戈里奥
- 路易斯·弗恩特斯
- Patricio Galaz
- 加马迪埃尔·加西亚
- Ali Manouchehri
- Pedro González Vera
- Rubén Gómez
- Pablo Lenci
- 胡安·马努·卢塞罗
- 劳尔·帕拉西奥斯
- 埃克托尔·罗夫莱斯
- 维克托里诺·洛佩斯·加西亚
- 亚历克斯·瓦拉斯
- 卡梅洛·维加